# Ferro (football)
Pour les articles homonymes, voir Francisco Ferreira, Ferreira et Ferro.
Francisco Reis Ferreira, plus communément appelé Ferro, est un footballeur portugais né le 26 mars 1997 à Oliveira de Azeméis. Il évolue au poste de défenseur central à l’Estrela da Amadora au Portugal.

## Biographie

### En club
Issu du centre de formation du Benfica Lisbonne, il évolue avec l'équipe B pendant 3 ans avant de s'imposer progressivement en équipe première sous l'impulsion du nouvel entraîneur Bruno Lage.
Il est alors sacré champion du Portugal en 2019,.

### En équipe nationale
Avec les moins de 17 ans, il participe au championnat d'Europe des moins de 17 ans en 2014. Lors de cette compétition, il joue quatre matchs, l'équipe s'incline en demi-finale.
Avec les moins de 19 ans, il participe au championnat d'Europe des moins de 19 ans en 2016. Lors de cette compétition, il joue quatre matchs, l'équipe s'incline en demi-finale.
Avec les moins de 20 ans, il dispute la Coupe du monde des moins de 20 ans en 2017. Lors du mondial junior organisé en Corée du Sud, il joue deux matchs, l'équipe s'incline en quarts de finale.

## Palmarès
Avec le Benfica Lisbonne :
- Champion du Portugal en 2019